# San Roque (Tucumán)
San Roque es una localidad argentina ubicada en el departamento Chicligasta de la provincia de Tucumán. Se encuentra 2 km al norte de Concepción, ciudad con la que se encuentra conurbada formando el aglomerado Concepción - San Roque, pero administrativamente depende de Arcadia, cuyo casco céntrico se halla 2,5 km al norte. Su principal vía de acceso es la Ruta Nacional 38 y está separada de Concepción por el río Gastona.

## Población
Cuenta con 593 habitantes (Indec, 2010), lo que representa un incremento del 3,6% frente a los 572 habitantes (Indec, 2001) del censo anterior. Forma parte del aglomerado Concepción - San Roque, contabilizando en total 50,375 habitantes (Indec, 2010) en total.
| Gráfica de evolución demográfica de San Roque entre 1991 y 2010 |
|                                                                 |
| Fuente: Censos nacionales del INDEC                             |